# Лужки (Унечский район)
Лужки — деревня в составе Высокского сельского поселения Унечского района Брянской области.

## История
До 1964 года именовалась как Лупеки. Основана не позднее конца XVII века, до второй половины XVIII века — чисто казацкое поселение. Входила в полковую (1-ю) сотню Стародубского полка. С 1782 до 1929 гг. в Стародубском уезде (с 1861 — в составе Гарцевской волости). С 1919 до 1930-х годов — центр Лупекского сельсовета, затем до 2005 в Рассухском сельсовете. 
По данным ревизии 1723 года — в деревне начитывалось 9 казацких дворов. Максимальное число жителей 400 человек (в 1901 году).
В 1964 г. Указом Президиума ВС РСФСР деревня Лупеки переименована в Лужки.

## Население
| 2010 | 2013 |
| ---- | ---- |
| 49   | ↘43  |